# Maximucinus
Maximucinus is een uitgestorven buidelwolf die in het Mioceen op het Australische continent leefde. Het geslacht omvat één soort, M. muirheadae

## Fossiele vondsten
Fossielen van Maximucinus zijn gevonden in de kalksteenafzettingen van Carl Creek in Riversleigh in het noordwesten van Queensland. Deze vondsten dateren uit het Midden-Mioceen.

## Kenmerken
Met een geschat gewicht van 18 kg was Maximucinus de grootste bekende buidelwolf uit Riversleigh. 